# Disección aórtica
La disección aórtica es consecuencia de un desgarro de la pared de la aorta que permite que la sangre fluya entre sus capas y las fuerce a separarse.  Se trata de una emergencia médica que puede conducir rápidamente a la muerte, incluso con un tratamiento óptimo. Si la disección aórtica se abre por completo (a través de las tres capas), se produce pérdida de sangre, y si la disección llega a los seis centímetros, el paciente debe ser internado para ser sometido a una intervención quirúrgica de emergencia.

## Descripción general
Como ocurre con todas las demás arterias, la aorta está compuesta por tres capas, a saber, la íntima, la media y la adventicia.

## Clasificación
Para describir la disección aórtica se han utilizado diferentes sistemas de clasificación. Los sistemas de uso común se basan en la anatomía de la disección o en la duración de la aparición de los síntomas antes de su presentación. 

### Clasificación de DeBakey
Esta clasificación fue formulada por el cirujano Michael E. DeBakey, que clasificó la disección a partir de su sitio de origen y su alcance:
- Tipo I: se origina en la aorta ascendente y se extiende también a la descendente, más allá del origen de los troncos supraaórticos.
- Tipo II: se origina en la aorta ascendente y se limita a ese sitio.
- Tipo III: se origina en la aorta descendente, pero rara vez se extiende. El tipo III suele subdividirse en IIIa, cuando la disección no progresa más allá del diafragma, y IIIb, cuando lo sobrepasa y puede llegar hasta las arterias ilíacas.[3]

### Clasificación de Stanford
En este caso la disección se clasifica en dos grupos (A y B) en función de la extensión a la aorta ascendente.
- A: tipos I y II de DeBakey. Existe compromiso de la aorta ascendente.
- B: tipo III de DeBakey. El compromiso aórtico es distal al origen de la arteria subclavia izquierda, no involucra la aorta ascendente.[4]

Esta clasificación es la que más se utiliza por ser la que mejor se relaciona con las opciones terapéuticas.
Por otra parte, las disecciones se clasifican convencionalmente en agudas y crónicas según que su evolución sea inferior a catorce días o supere ese lapso.

## Causas
La disección aórtica es común en presencia de hipertensión y en asociación con muchos trastornos del tejido conjuntivo. Del 72-80% de las personas con disección aórtica tienen antecedentes de hipertensión. La asociación con vasculitis es rara. La causa también puede ser un  traumatismo torácico.
La mayor incidencia de disección aórtica se observa en personas de cincuenta a setenta años. La incidencia es dos veces mayor en los hombres que en las mujeres, en las que la mitad de las disecciones que aparecen antes de los cuarenta años se producen durante el embarazo (por lo general en el tercer trimestre o a principios del siguiente período).
Del cinco al nueve por ciento de los pacientes con síndrome de Marfan sufren disección aórtica. En ese subgrupo la incidencia es mayor en individuos jóvenes. Además, las personas con síndrome de Marfan suelen tener aneurismas de aorta y son más propensas a las disecciones aórticas.
En las personas con síndrome de Turner también aumenta el riesgo de disección aórtica debida a la dilatación de la raíz de la arteria.
La disección aórtica puede ser una secuela tardía de la cirugía cardíaca. En el dieciocho por ciento de los pacientes con disección aórtica aguda hay antecedentes de operaciones a corazón abierto. Las personas que han sido sometidas a reemplazo valvular aórtico por insuficiencia aórtica están expuestas a un riesgo particularmente alto debido a que la insuficiencia aórtica ocasiona un aumento del flujo sanguíneo en la aorta ascendente, lo que puede provocar la dilatación y el debilitamiento de las paredes de ese tramo de la arteria. Los traumatismos iatrogénicos resultantes de procedimientos de cateterismo o intervenciones cardíacas también pueden ser causas de disección aórtica. Las disecciones aórticas iatrogénicas son complicaciones poco frecuentes pero de potencial gravedad después de angiografías o intervenciones quirúrgicas. Las primeras son secundarias a coronariografías, aortografías o procedimientos de  inserción de balón de contrapulsación y se localizan en el seno de Valsalva o en las arterias braquiales, cefálicas, ilíacas o femorales; en su mayor parte son retrógradas y disminuyen de tamaño por trombosis de la falsa luz; en cambio, las anterógradas persisten y pueden ser tratadas de forma médica. Las disecciones aórticas secundarias a cirugía cardíaca son intraoperatorias y se diagnostican y tratan de forma temprana.

## Síntomas
Cerca del 96% de las personas con disección aórtica presentan un dolor repentino. Puede ser descrito como un apuñalamiento.
Si bien el dolor puede ser confundido con el dolor de un infarto de miocardio (ataque al corazón), la disección aórtica no suele estar asociada con otros signos que sugieran infarto, incluida la insuficiencia cardíaca.
Otros síntomas comunes que se pueden ver en la fijación de la disección aórtica incluyen insuficiencia cardíaca congestiva (7%), síncope (9%), accidente cerebrovascular (3-6%) , isquémicos neuropatía periférica, paraplejía, paro cardíaco, y muerte súbita. Si la persona tiene un desmayo, alrededor de la mitad de las veces es debido a la hemorragia en el pericardio. 
Las complicaciones neurológicas de la disección aórtica (es decir, accidente cerebrovascular), se debe a la obstrucción de una o más arterias de suministro del sistema nervioso central. 

### Cambios de presión arterial
Si bien muchos pacientes con disección aórtica tienen un historial de hipertensión, la presión arterial es muy variable con una disección aórtica aguda, y tiende a ser mayor en los individuos con una disección en la aorta abdominal. 
Hipotensión grave de presentación es un indicador de pronóstico grave. Está usualmente asociada con el taponamiento pericárdico, una grave Insuficiencia aórtica, o la rotura de la aorta. Una medición precisa de la presión arterial es importante.

### Infarto de miocardio
El Infarto de miocardio (ataque al corazón) se produce en el 1-2% de personas con disección aórtica. La etiología del infarto es la participación de la arteria coronaria en la disección. La arteria coronaria derecha participa más comúnmente que la arteria coronaria izquierda.
Debido a la disección de aorta puede confundirse con un infarto de miocardio, el médico debe tener cuidado para hacer el diagnóstico correcto antes de iniciar el tratamiento para el infarto de miocardio, ya que el régimen de tratamiento para el infarto de miocardio puede ser letal para un individuo con disección aórtica.

### Derrame pleural
Un derrame pleural (acumulación de fluido entre los pulmones y la pared torácica o diafragma) puede ser debido a la sangre debido a una reacción inflamatoria alrededor de la aorta.

## Diagnóstico
Este cuadro se sospecha principalmente por la clínica (síntomas y signos característicos), siendo clásicamente descrito al enfrentarse a un paciente con dolor de inicio súbito de máxima intensidad en el pecho, irradiado a la espalda, que lo lleva a consultar a un servicio de urgencia minutos o horas posterior a su inicio. 
Debido a la diversidad de síntomas y signos de disección aórtica en función de la rotura interior y la extensión de la disección, un buen diagnóstico es a veces difícil de hacer, siendo necesario considerar los posibles diagnósticos diferenciales: 
- Infarto de miocardio
- Insuficiencia aórtica
- Aneurisma aórtico
- Pericarditis
- Dolores músculo-esqueléticos
- Tumores mediastínicos

Aun teniendo un buen historial de la persona, su diagnóstico puede no siempre ser realizado únicamente por la historia o los signos físicos, siendo a menudo necesaria la visualización de la íntima por medio de estudios imagenológicos. En general, la técnica de imagen elegida se basa en el pre-test de la probabilidad del diagnóstico, la disponibilidad de la modalidad de prueba, la estabilidad del paciente, y de la sensibilidad y la especificidad de la prueba.

### Radiografía de tórax

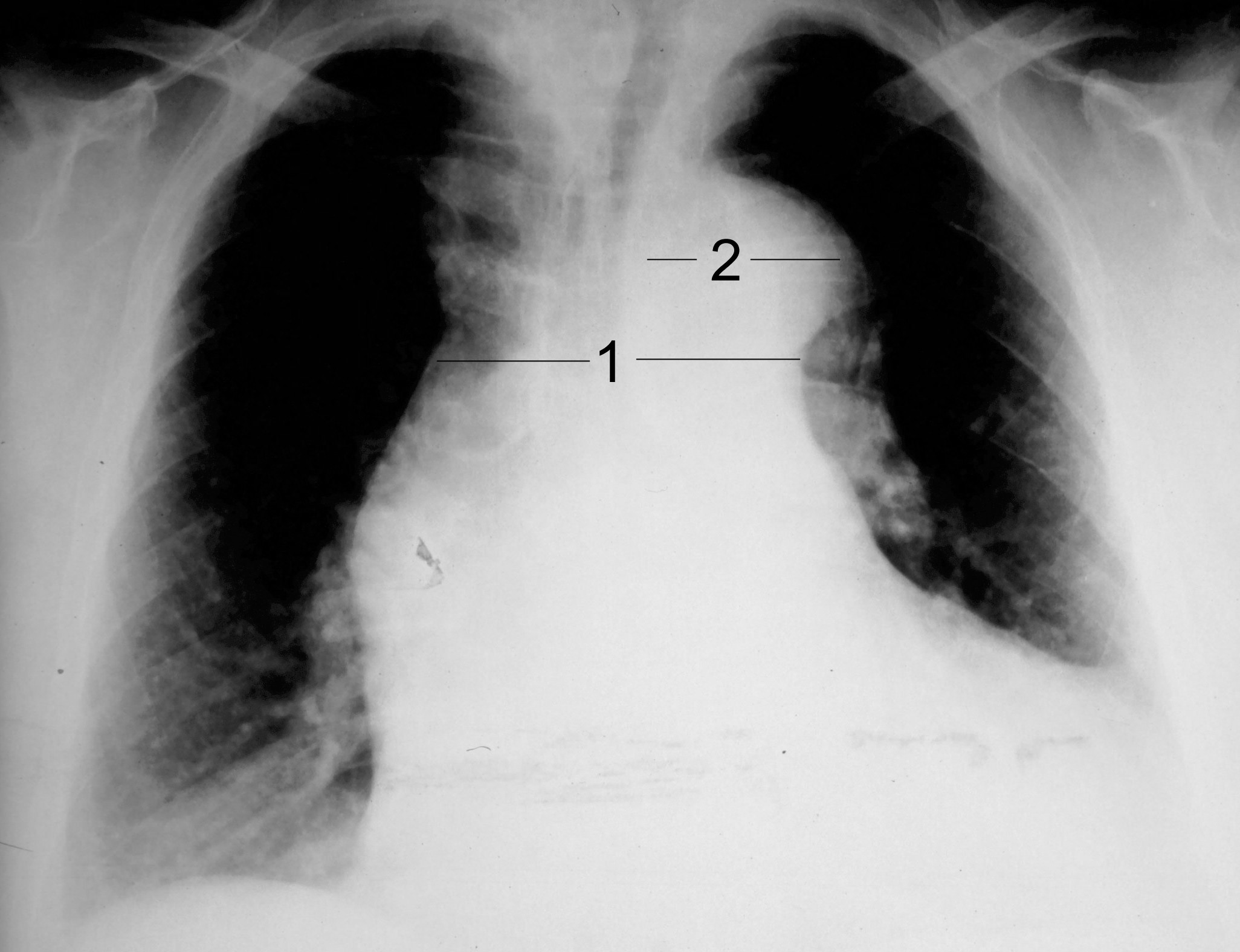
Disección aórtica.

En un estudio la radiografía de tórax tuvo una sensibilidad moderada (del 67%) en la detección de una disección aórtica evidente.
El 'calcio signo' es un hallazgo en la radiografía de tórax que sugiere disección aórtica. Es la separación de la íntima de la calcificación de tejidos blandos.
Líquido pleural puede ser visto en la radiografía de tórax. Estos son más comúnmente vistos en disección de aorta descendente. Si se considera, por lo general son en el hemitórax izquierdo. 
Otros hallazgos incluyen la obliteración de la aorta de pomo, de la depresión de la izquierda mainstem bronquios, pérdida de la banda paratraqueal, y la desviación traqueal.

### Angiografía de Tórax por Tomografía Computarizada
La Angiografía de Tórax por Tomografía Computarizada (Angio-TC de Tórax) es una prueba no invasiva de rápido acceso cuyo objetivo es dar una vista tridimensional de la aorta. Estas imágenes son producidas rápidamente, teniendo que cortar rebanadas delgadas del pecho y el abdomen, combinados en el ordenador para crear la sección transversal. A fin de delinear la aorta a la precisión necesaria para hacer el diagnóstico correcto, un material de contraste yodado se inyecta en una vena periférica. El contraste es inyectado y el análisis realizado utilizando un método de seguimiento.
Corresponde al Gold Standard para el diagnóstico de Disección Aórtica, con una sensibilidad de 96 - 100% y una especificidad de 96 a 100%. Las desventajas incluyen la necesidad de material de contraste yodado y la necesidad de estar disponible en un centro asistencial de alta complejidad.

## Prevención
Entre los factores de riesgo reconocidos para la disección aórtica, la hipertensión, los niveles anormalmente altos de lípidos (como el colesterol) en la sangre y fumar tabaco se consideran factores de riesgo prevenibles. 
Se recomienda la reparación de un agrandamiento de la aorta ascendente debido a un aneurisma o a disecciones aórticas no identificadas y no tratadas previamente cuando el tamaño es superior a 5,5 cm  para disminuir el riesgo de disección. Se puede recomendar la reparación cuando el tamaño es superior a 4,5 cm. si la persona tiene uno de los varios trastornos del tejido conectivo o antecedentes familiares de rotura de aorta.